# Pamela Díaz
Pamela Andrea Díaz Saldías (Puerto Varas, 26 de febrero de 1981) es una modelo, empresaria y presentadora de televisión chilena, activa en los espectáculos y la farándula televisiva de su país.
Díaz partió su carrera televisiva en 1998, y desde su comienzo, ha sido envuelta en varias polémicas y escándalos por sus comentarios y opiniones, por lo cual la prensa la ha apodado La Fiera, en referencia a Catalina Chamorro, protagonista de La Fiera (1999). Ha trabajado en varios programas de televisión, como modelo, panelista y conductora de televisión.

## Primeros años de vida
Pamela Díaz nació en la metrópoli de Santiago de Chile, pero fue en Puerto Varas donde vivió su infancia. Es hija de Alfredo Díaz y Lupe Saldías, quienes se separaron cuando tenía tres años. La animadora reconoce a su padrastro Marco Álvarez como el hombre que la crio y le dio todo el apoyo en su etapa infantil.

## Carrera mediática

### Inicios como modelo
Pamela Díaz inició su carrera en Puerto Montt, al sur de Chile. Ella estuvo hasta primer año de la educación media en el Colegio Germanía del Verbo Divino; fue expulsada del colegio y luego se fue al Liceo Pedro Aguirre Cerda, donde terminó sus estudios. Concursó para ser «Reina de las Rosas» y «Reina de Puerto Varas», siendo la ganadora de los dos certámenes de belleza.
Así empezó su carrera televisiva como modelo, participando en un concurso de belleza en el programa Venga conmigo de Canal 13, conducido por José Alfredo Fuentes en la década de 1990. Posteriormente se hizo conocida cuando quedó segunda en el concurso de belleza Miss Mundo Chile 1999, donde perdió ante Lissete Sierra, teniendo mayor apoyo del público la actual modelo y animadora, que la mismísima ganadora. Un año antes había participado en el Miss 17 donde se ganó el título de «Miss modelo».

### Llegada a la televisión
La tribuna que le otorgó el haber participado en el concurso, le permitió ingresar al mundo de la televisión, formando parte del programa Mekano, donde permaneció hasta 2001. A partir de ello, Pamela se haría muy popular en el medio televisivo chileno, sobre todo por su participación en una campaña publicitaria de la marca de cerveza "Morenita" donde su figura llamó mucho la atención. Pamela empezó a incursionar en televisión como modelo en el programa La movida del festival de Canal 13. También comenzó a realizar sesiones fotográficas en bikini para portales de Internet y revistas de moda.
El 10 de mayo de 2005, Pamela, junto a otros 13 participantes, ingresó al primer reality show chileno con participantes famosos: La Granja VIP. Aquí debía vivir más de tres meses cuidando a los animales y cosechando su propio alimento. Durante la primera semana, tuvo discusiones con algunas compañeras de encierro como la bailarina Cathy Barriga, la actriz Sandra O'Ryan y la profesora ucraniana Viktoria Leonenko.
Debido a esto, la prensa chilena la bautizó como «La Fiera VIP» en referencia a Catalina Chamorro (La Fiera), interpretada por Claudia Di Girolamo. Díaz de carácter fuerte y frontal al momento de decir sus opiniones, características que tratan de denominar de otro modo sus actitudes reiteradamente violentas que se pueden asociar con el Bullying hacia el prójimo. Pamela fue la primera eliminada por ser la figura televisiva más molesta, pero reingresó en la cuarta semana por "repechaje", siendo luego eliminada por su rival Cathy Barriga.
| 1 | Equipo perdedor (Naranja) | Nominada por público 93.2% de los votos | Pierde y es eliminada frente a Santiago Sánchez |  |  |  |  |  |  |  |  |  |  |  |  |  |  |  |  |  |  |  |  |  |  |  |  |  |  |  |  |  |  |  |  |  |  |  |  |  |  |  |  |  |  |  |  |  |  |  |  |  |  |  |
|   |                           |                                         |                                                 |  |  |  |  |  |  |  |  |  |  |  |  |  |  |  |  |  |  |  |  |  |  |  |  |  |  |  |  |  |  |  |  |  |  |  |  |  |  |  |  |  |  |  |  |  |  |  |  |  |  |  |
| 4 | Equipo perdedor (Verde)   | Nominada por público % de los votos     | Pierde y es eliminada frente a Cathy Barriga    |  |  |  |  |  |  |  |  |  |  |  |  |  |  |  |  |  |  |  |  |  |  |  |  |  |  |  |  |  |  |  |  |  |  |  |  |  |  |  |  |  |  |  |  |  |  |  |  |  |  |  |

Luego de dicho reality, Díaz participó durante algunas semanas en una sección del programa matinal de Canal 13 como modelo y comentarista de La Granja VIP. Posteriormente, Pamela fue contratada por el programa SQP, de Chilevisión, como panelista y comentarista de farándula del programa. Fue en este programa donde precisamente Pamela Díaz figuró por participar en escándalos televisivos que alimentaron aún más su carrera farandulera.
Su salida del espacio se selló en 2006 luego de una discusión con la productora del programa, Natalia Freire. No obstante, y pese a los ofrecimientos de otros canales para ficharla en sus programas, Pamela siguió en Chilevisión como conductora del espacio de farándula, en el programa prime Primer plano, en el que también fue protagonista de un "docu-reality" llamado Agenda de una novia, donde se mostraban todos los preparativos de su boda con Manuel Neira, exfutbolista nacional, desde la confección del vestido a cargo del diseñador chileno Miguel Ángel Guzmán, hasta las clases de vals. Finalmente, el 15 de diciembre de 2006, se llevó a cabo el matrimonio en la iglesia Santa Gemita y se transmitió en vivo y en directo para todo Chile a través de Primer plano.

### Rol de animadora y consolidación
Pamela Díaz internacionalizó su carrera como modelo y se hizo más conocida en el extranjero cuando participó en un desfile de moda en Alemania, durante el Mundial de Fútbol 2006, donde compartió la pasarela con otras importantes modelos internacionales, que además son parejas de futbolistas, como Raica Oliveira y Alena Seredova. Años después, Pamela participa en un desfile de Moda en Perú como representante del pisco peruano, en donde además, se hizo conocida por polémicas que rodearon su figura.
En abril de 2009, vuelve a la televisión a través de Telecanal como conductora en Sólo ellas, un programa que se emitía de lunes a viernes y en el que se conversaban temas de interés para el público femenino. Díaz era acompañada por Liliana Ross, Krishna de Caso y Matilda Svensson.
Más tarde, es contactada por Canal 13 para participar del nuevo reality 1910, pero Díaz descarta la oferta debido a temas económicos y por otros compromisos laborales. Sin embargo, Canal 13 aumenta la cifra de dinero y los beneficios para la figura televisiva, así como ingresa al reality por tan sólo 3 semanas, ya que tenía contrato con Telecanal, armando polémicas y subiendo el índice de audiencia.[cita requerida]
En 2010, estuvo, durante el verano, en Canal 13 como modelo y opinóloga en la sección de espectáculos del matinal Viva la mañana y como conductora de un programa de recuerdos del Festival de Viña del Mar llamado Fanáticos de Viña junto a Sebastián "Lindorfo" Jiménez. Más tarde, en el mismo año llegó a Mega para hacer dupla con Patricia Maldonado en la sección de espectáculos del matinal Mucho gusto. También fue panelista del programa Mira quién habla.
El 21 de septiembre de 2012, Pamela entró al reality de Canal 13 Pareja perfecta, donde se encuentra su expareja, Rodrigo Wainraihgt. Su paso por Pareja perfecta le trajo muchas polémicas, que alimentaron aún más su carrera televisiva y farandulera, ya que en el encierro se le mostró confrontacional y directa, sobre todo con Katherine Bodis y Angie Jibaja. Además se le criticó los 75 millones de pesos chilenos que se le pagaron por entrar al reality y los beneficios que ella tenía. Durante, y fuera del encierro, tuvo una relación amorosa junto al argentino Esteban Morais, lo que culminó luego de casi 2 años, por rumores constantes de infidelidad de parte de Morais a Díaz y escándalos que afectaban a la polémica pareja.
En 2013, Pamela Díaz, y tres importantes animadores, condujeron el Copihue de Oro 2013, evento que premia por distintas categorías a programas de televisión y grandes celebridades chilenas, llenando de asombro a todos los invitados del evento, por el espectacular vestido con transparencia que ocupó en el evento.
A mediados del 2013, nuevamente, la lengua filosa de Pamela Díaz causó un terremoto en su canal Mega y en la farándula nacional. A la morena se le ocurrió criticar al reality Trepadores, del mismo canal en el cual ella trabajaba y señalar que «nunca iba a repuntar en sintonía, pues era fome y no tenía nada de entretenido», lo que causó tal molestia en los ejecutivos que decidieron congelarla de pantalla durante un tiempo.[cita requerida] En tanto, el congelamiento de Díaz fue solo por un corto periodo, un tiempo que ocupó para irse de viaje. Cabe destacar que luego de un tiempo, el reality fue sacado del aire, por su baja sintonía.
Desde 2012 hasta julio de 2014, Pamela Díaz fue la conductora del programa de farándula y espectáculos Secreto a voces de Mega. El 2014 Díaz salió ganadora como «Mejor Animadora de Farándula», en los premios TV Grama, galardón que elige el público chileno hacia los rostros más queridos de la televisión.
El 27 de agosto de 2015, termina su relación con Pedro Bastidas.
Desde octubre de 2014 hasta el primer semestre de 2015 fue la conductora oficial del programa de conversación y entretención De aquí no sale por UCV TV junto a su amigo Giancarlo Petaccia.
En 2018 y 2019 tiene dos programas en el que participa como conductora: La noche es nuestra, y Viva la pipol, ambos acompañados de Jean Philippe Cretton y Felipe Vidal en Chilevisión. El 6 de diciembre de 2020 dejó Chilevisión.
En 2021, participa como panelista en el programa de TV+, Me late Prime.

### Matrimonios, relaciones e hijos
El 15 de diciembre de 2006, la modelo se casó con el futbolista Manuel Neira en la Iglesia Santa Gemita de Ñuñoa, con quien llevaba ocho años de relación, en una ceremonia que fue transmitida en vivo y en directo por televisión. Con el delantero tuvieron dos hijos, Trinidad y Mateo, pero en 2008 pondrían fin a su relación.
En 2015 inició una relación con Fernando Téllez, con quien contrajo matrimonio en 2017. La pareja tiene una hija, llamada Pascuala, nacida el 30 de noviembre de 2016.
El 2 de noviembre de 2020 confirmó su relación con el presentador de televisión Jean Philippe Cretton.
En junio de 2023 confirmó su ruptura a la relación con el presentador de televisión Jean Philippe Cretton.

## Filmografía

### Programas de televisión
| Año           | Programa               | Rol                                             | Canal                |
| ------------- | ---------------------- | ----------------------------------------------- | -------------------- |
| 1999-2001     | Mekano                 | Modelo                                          | Mega                 |
| 2004          | La movida del festival | Modelo                                          | Canal 13             |
| 2005          | La Granja VIP          | Concursante (1.ª / 4.ª eliminada)               | Canal 13             |
| 2005-2006     | SQP                    | Opinóloga                                       | Chilevisión          |
| 2006-2007     | Primer plano           | Opinóloga                                       | Chilevisión          |
| 2007          | Yingo                  | Jurado                                          | Chilevisión          |
| 2008          | Estrellas en el hielo  | Concursante (3.º lugar)                         | TVN                  |
| 2009-2010     | Sólo ellas             | Opinóloga                                       | Telecanal            |
| 2009          | 1910                   | Concursante (abandona)                          | Canal 13             |
| 2010          | Viva la mañana         | Opinóloga                                       | Canal 13             |
| 2010-2012     | Mucho gusto            | Panelista                                       | Mega                 |
| 2010          | Mira quién habla       | Opinóloga                                       | Mega                 |
| 2012          | Fiebre de baile        | Concursante (ganadora)                          | Chilevisión          |
| 2012-2014     | Secreto a voces        | Conductora                                      | Mega                 |
| 2012          | Pareja perfecta        | Concursante (9.ª eliminada)                     | Canal 13             |
| 2013-2014     | Festival Viva Dichato  | Animadora                                       | Mega                 |
| 2014          | Vive Brasil            | Participante                                    | Mega                 |
| 2014          | De aquí no sale        | Presentadora                                    | UCV Televisión       |
| 2015-2018     | La mañana              | Panelista semanal / Presentadora (reemplazante) | Chilevisión          |
| 2018-2019     | La noche es nuestra    | Presentadora                                    | Chilevisión          |
| 2019          | Viva la pipol          | Presentadora                                    | Chilevisión          |
| 2020          | Casa estudio           | Presentadora                                    | Chilevisión          |
| 2021-2022     | Me late prime          | Panelista                                       | TV+                  |
| 2021          | Mochileros             | Presentadora                                    | TVN                  |
| 2022          | El discípulo del chef  | Concursante (19.ª eliminada)                    | Chilevisión          |
| 2022          | Aquí se baila          | Participante (3.º abandono)                     | Canal 13             |
| 2023          | Terrazas Stones        | Presentadora                                    | Chilevisión Pluto TV |
| 2023-2024     | Tierra Brava           | Concursante (9.ª / 19.ª eliminada)              | Canal 13             |
| 2024          | ¿Ganar o servir?       | Concursante (Abandona)                          | Canal 13             |
| 2024-presente | ¡Hay que decirlo!      | Presentadora                                    | Canal 13             |

Otras apariciones
| Año  | Programa                   | Rol                     | Canal       |
| ---- | -------------------------- | ----------------------- | ----------- |
| 2007 | Teletón 2007               | Personaje del sketch    | ANATEL      |
| 2013 | Vértigo                    | Invitada (ganadora)     | Canal 13    |
| 2013 | Primer plano estelar       | Gran invitada especial  | Chilevisión |
| 2014 | Buenos días a todos        | Invitada                | TVN         |
| 2014 | Morande con compañia       | Invitada                | Mega        |
| 2014 | Más que 2                  | Invitada                | TVN         |
| 2014 | Menú: Historias a la carta | Invitada                | TVN         |
| 2014 | Locos por el Mundial       | Invitada                | Chilevisión |
| 2014 | Juga2                      | Invitada                | TVN         |
| 2015 | Primer Plano               | Invitada recurrente     | Chilevisión |
| 2015 | Teletón 2015               | Personaje del sketch    | ANATEL      |
| 2017 | Vértigo                    | Invitada (eliminada)    | Canal 13    |
| 2017 | La Divina Comida           | Participante anfitriona | Chilevisión |
| 2017 | El Cubo                    | Invitada                | Chilevisión |
| 2017 | Diana                      | Invitada                | Canal 13    |
| 2018 | Vértigo                    | Invitada (eliminada)    | Canal 13    |
| 2018 | Pasapalabra                | Invitada                | Chilevisión |
| 2018 | Llegó tu hora              | Invitada                | TVN         |
| 2019 | Pasapalabra                | Invitada                | Chilevisión |
| 2019 | Morande con compañia       | Invitada                | Mega        |
| 2020 | Pasapalabra                | Invitada                | Chilevisión |
| 2020 | PH, Podemos Hablar         | Invitada                | Chilevisión |
| 2020 | Sigamos de largo           | Invitada                | Canal 13    |
| 2020 | Dale Play                  | Invitada                | Mega        |
| 2020 | Mucho gusto                | Invitada                | Mega        |
| 2020 | El juego de Chile          | Invitada (eliminada)    | TVN         |

## Campañas publicitarias
Durante 2004, fue rostro y cuerpo publicitario de la marca de cerveza Morenita. Al año siguiente fue rostro publicitario de la reconocida marca de alhajas, Joya Barón, a pesar de la polémica que protagonizó meses anteriores luego de que en ese entonces, su esposo Manuel Neira, le regalara joyas robadas, armando un escándalo de proporciones en la prensa de espectáculos.[cita requerida]
Durante 2013, en aquel entonces, el programa conducido por Pamela Díaz y Mario Velasco, Secreto a voces, sorteaba un camaro Chevrolet Salfa, en el que el rostro publicitario para la campaña automovilística era la morena conductora.
En 2014, Pamela Díaz realiza una campaña publicitaria para la reconocida marca de mantequilla Sureña, en el cual ella era el rostro principal del spot publicitario.
Entre 2018 y 2020 fue rostro junto a José Miguel Viñuela de la cadena de supermercados Santa Isabel.

## Premios y nominaciones
| Año  | Premio         | Categoría                | Resultado | Ref.   |
| ---- | -------------- | ------------------------ | --------- | ------ |
| 2006 | Copihue de Oro | Modelo de TV             | Ganadora  |        |
| 2007 | Copihue de Oro | Modelo de TV             | Ganadora  |        |
| 2008 | Copihue de Oro | Modelo de TV             | Ganadora  |        |
| 2016 | Copihue de Oro | Reina del Copihue de Oro | Nominada  | [ 18 ] |
| 2016 | Copihue de Oro | Mejor panelista          | Nominada  | [ 18 ] |
| 2017 | Copihue de Oro | Mejor panelista o notero | Nominada  | [ 19 ] |
| 2017 | Copihue de Oro | Reina del Copihue de Oro | Ganadora  | [ 19 ] |
| 2018 | Copihue de Oro | Reina del Copihue de Oro | Ganadora  | [ 20 ] |
| 2018 | Copihue de Oro | Mejor animadora          | Nominada  | [ 20 ] |
| 2018 | Mom's Awards   | La mamá multifacética    | Ganadora  | [ 21 ] |